# Анджарі
Анджарі (італ. Angiari, вен. Angiari) — муніципалітет в Італії, у регіоні Венето, провінція Верона.
Анджарі розташоване на відстані близько 390 км на північ від Рима, 90 км на захід від Венеції, 34 км на південний схід від Верони.
Населення — 2241 особа (2014).
Щорічний фестиваль відбувається 29 вересня. Покровитель — святий Архангел Михаїл.

## Демографія
Населення за роками:

Станом на 1 січня 2023 року в муніципалітеті офіційно проживали 134 іноземці з 18 країн, серед них 44 громадяни країн Євросоюзу та 7 громадян України.

## Сусідні муніципалітети
- Бонавіго
- Череа
- Леньяго
- Роверк'яра
- Сан-П'єтро-ді-Морубіо